# Метоклопрамід
Метоклопрамід (лат. Metoclopramidum) — лікарський препарат, який за своїм хімічним складом є похідним бензаміду, що застосовується для лікування захворювань травної системи, який є інгібітором дофамінових та серотонінових рецепторів, та має прокінетичну дію, що застосовується перорально та парентерально.

## Історія
Метоклопрамід уперше синтезований у Франції, та вперше описаний Жюстін-Безансоном та Лавіллем у 1964 році, які отримали його під час дослідження похідних прокаїнаміду з потенційно антиаритмічною дією. Під час цих досліджень уперше отримано також лікарський препарат сульпірид. Перші клінічні дослідження метоклопраміду проведені у 1964 році Турно та у 1966 році Буассоном та Альбо. Першовідкривачі метоклопраміду Жюстін-Безансон та Лавілль працювали у лабораторії компанії «Laboratoires Delagrange», яка й розпочала випуск препарату під торговою маркою «Прімепран» в 1964 році. У 1991 році «Laboratoires Delagrange» стала підрозділом компанії «Synthelabo», яка в свою чергу увійшла до складу компанії «Sanofi». У 1979 році метоклопрамід уперше допущений до використання у США під торговою маркою «Реглан». У 80-х роках ХХ століття метоклопрамід став найрозповсюдженішим засобом у світі для лікування нудоти та блювоти, спричиненої як хворобами органів травлення, так і ускладненнями після наркозу. У 1985 році розпочато випус генеричних препаратів метоклопраміду Проте вже на початку 80-х років ХХ століття згідно досліджень шведських учених та за даними місцевого фармаконагляду, при застосуванні метоклопраміду спостерігались випадки серйозних побічних ефектів з боку нервової системи, зокрема так званої пізньої дискінезії. Наявність цих побічних ефектів зумовила FDA на деякий час призупиняти використання препарату на території США.

## Фармакологічні властивості
Метоклопрамід — синтетичний лікарський засіб, який є похідним бензаміду. Механізм дії препарату полягає у інгібуванні як центральних, так і периферичних дофамінових рецепторів. Блокування центральних дофамінових D2-рецепторів, які розміщені у тригерній зоні шлунку і дванадцятипалої кишки, призводить до зниження чутливості аферентних нервів, які передають імпульси від органів травної системи до блювотного центру ЦНС, а блокування периферичних дофамінових рецепторів призводить до усунення спричиненого дофаміном гальмування моторики органів травлення та посилення тонусу гладеньких м'язів верхніх відділів травної системи. Усе це призводить до гальмування блювотного рефлексу. Метоклопрамід також стимулює вивільнення ацетилхоліну із постгангліонарних нервових закінчень; а у великих дозах інгібує серотонінові 5НТ3-рецептори, які сприяють розслабленню гладеньких м'язів, та одночасно стимулюють серотонінові 5НТ4-рецептори, які посилюють скорочення гладеньких м'язів. Це призводить одночасно до скорочення та посилення тонусу гладеньких м'язів порожнистих органів травної системи, наслідком чого є посилення перистальтики шлунку і дванадцятипалої кишки, пришвидшення спорожнення шлунку, підвищення тонусу нижнього сфінктера стравоходу (наслідком чого є усунення дуоденогастрального рефлюксу), усунення спазму сфінктера Одді жовчевого міхура, підвищення тиску в жовчевому міхурі та жовчевих протоках (наслідком чого є усунення дискінезії жовчних шляхів та нормалізація виділення жовчі), а також усунення гикавки. Метоклопрамід також пригнічує дію стимулятора блювотного рефлексу апоморфіну, транзиторно підвищує рівень у крові альдостерону, а також посилює виділення пролактину та підвищує чутливість тканин до ацетилхоліну. Метоклопрамід застосовується переважно як засіб проти нудоти і блювання, та ефективний при блюванні різного генезу, в тому числі при захворюваннях печінки та нирок, ГЕРХ, черепно-мозковій травмі, при ускладненнях хіміотерапії злоякісних пухлин, захворюваннях травної системи, а також при блювоті вагітних, та при нудоті та блюванні, пов'язаними з наркозом Проте метоклопрамід є неефективним при блюванні, спричиненому вестибулярними порушеннями, а також психогенному блюванні. Незважаючи на це, що метоклопрамід проникає через плацентарний бар'єр, він вважається безпечним при застосуванні під час вагітності, і немає достовірних даних про збільшення числа природжених вад дитини та спонтанних абортів при його застосуванні під час вагітності. Метоклопрамід не впливає на продукцію соляної кислоти та пепсину шлункового соку. Метоклопрамід також застосовується для лікування мігрені (зокрема, у комбінації з парацетамолом або ацетилсаліциловою кислотою), а також для покращення всмоктування антимігренозних лікарських засобів. Метоклопрамід може застосовуватися під час деяких діагностичних обстеженнях, зокрема, при діагностичному або лікувальному зондуванні шлунку або дванадцятипалої кишки, а також рентгеноскопії шлунку для швидшого спорожнення та полегешння проходження контрасту по шлунку та кишечнику. Проте при застосуванні метоклопраміду може спостерігатися низка серйозних побічних ефектів з боку нервової системи, зокрема, так звана пізня дискінезія, екстрапірамідні розлади (спазм лицевих м'язів, тризм, ритмічна протрузія язика, бульбарний тип мови, спазм навколоочних м'язів, тощо), загальна слабість, загальмованість, депресія, і при його застосуванні частота цих побічних явищ вища, ніж при застосуванні прокінетиків наступних поколінь (домперидону та ітоприду).

### Фармакокінетика
Метоклопрамід швидко та добре всмоктується після перорального застосування, біодоступність препарату складає 60—80 % при пероральному застосуванні та 100 % при внутрішньовенному введенні застосуванні. Початок дії препарату при внутрішньовенному введенні спостерігається за 1—3 хвилини після ін'єкції, при внутрішньом'язовому введенні за 10—15 хвилин, при пероральному застосуванні за 20—40 хвилин. Максимальна концентрація метоклопраміду в крові досягається протягом 1—2 годин після прийому препарату. Метоклопрамід погано (на 30 %) зв'язується з білками плазми крові. Метоклопрамід добре розподіляється у більшості тканин та рідин організму, проходить через гематоенцефалічний бар'єр, через плацентарний бар'єр та виділяється в грудне молоко. Метаболізується препарат у печінці з утворенням неактивних метаболітів. Виводиться препарат переважно із сечею у вигляді метаболітів. Період напіввиведення метоклопраміду становить 4—6 годин, при нирковій недостатності цей час зростає до 14 годин.

## Показання до застосування
Метоклопрамід застосовується при нудоті і блюванні різного генезу (за виключенням вестибулярного та психогенного генезу), гикавці, при атонії або гіпотонії кишечнику, метеоризмі, дискінезії жовчних шляхів, гастроезофагеальній рефлюксній хворобі, виразковій хворобі, цирозі печінки, хронічному панкреатиті, при проведенні інструментальних та рентгенодіагностичних досліджень шлунку та дванадцятипалої кишки.

## Побічна дія
При застосуванні метоклопраміду найчастішими побічними ефектами є побічні ефекти з боку нервової системи. Частота побічних явищ найчастіше залежить від дози та тривалості застосування препарату, хоча спостерігались випадки появи важких побічних ефектів після однократного застосування метоклопраміду. Найчастішими побічними ефектами з боку нервової системи (близько 10 % випадків застосування препарату) є надмірна рухова активність, сонливість, незвична втомлюваність або загальна слабість. Рідше (близько 0,2 % випадків застосування) при застосуванні метоклопраміду спостерігаються екстрапірамідні розлади (спазм лицевих м'язів, тризм, ритмічна протрузія язика, бульбарний тип мови, спазм навколоочних м'язів, дуже рідко стридор і диспное, обумовлені ларингоспазмом), паркінсонічні порушення, пізня дискінезія, головний біль, головокружіння, безсоння, депресія, тривожність, шум у вухах, галюцинації. При застосуванні препарату можуть спостерігатися також інші побічні ефекти:
- Алергічні реакції — рідко висипання на шкірі, свербіж шкіри, набряк слизової оболонки носа, кропив'янка.
- З боку травної системи — на початку лікування діарея або запор; рідко сухість у роті, порушення функції печінки.
- З боку серцево-судинної системи — тахікардія, брадикардія, артеріальна гіпертензія або гіпотензія, периферичні набряки.
- З боку сечостатевої системи — рідко при застосуванні високих доз галакторея, аменорея, гінекомастія, почащення сечопуску, нетримання сечі.
- Зміни в лабораторних аналізах — гіперпролактинемія, на початку лікування агранулоцитоз.

## Протипокази
Метоклопрамід протипоказаний при підвищеній чутливості до препарату, феохромоцитомі, кишковій непрохідності, перфорації стінки шлунку або кишечника, шлунково-кишкових кровотечах, епілепсії, глаукомі, паркінсонізмі, екстрапірамідних розладах, пролактинзалежних пухлинах, блюванні на фоні раку молочної залози або на фоні лікування чи передозування нейролептиками, при годуванні грудьми, дітям у віці до 2 років. Метоклопрамід не рекомендований до застосування у І триместрі вагітності. З обережністю рекомендовано застосовувати препарат при печінковій та нирковій недостатності, бронхіальній астмі, артеріальній гіпертензії.

## Форми випуску
Метоклопрамід випускається у вигляді таблеток по 0,005 та 0,01 г; 0,5 % розчину для ін'єкцій у ампулах по 2 мл; 0,1 % розчину для перорального застосування по 30 і 100 мл; сиропу для перорального застосування; а також комбінованих препаратів із парацетамолом, ацетилсаліциловою кислотою, панкреатином, симетиконом та диметиконом.

## Синоніми
Церукал, Релган

## Застосування у ветеринарії
Метоклопрамід застосовується у ветеринарії при блюванні, атонії та гіпотонії шлунку та кишечнику, дискінезії жовчевих шляхів, загострення виразкової хвороби у свиней, овець, кіз, собак та котів. Для ветеринарного застосування метоклопрамід випускається у вигляді таблеток по 0,01 г.